# Luc Blankaard
Luc Bastiaens (Dessel, 15 augustus 1933 - Lier, 16 februari 2025) was een Vlaamse schrijver voor de jeugd. Hij publiceerde onder het pseudoniem Luc Blankaard, een anagram van zijn voornaam Luc en die van zijn echtgenote Blanka. 
Hij was onderwijzer aan het zesde leerjaar en directeur van de basisschool van het Sint-Gummaruscollege te Lier. Hij hield vertelnamiddagen voor de jeugd in scholen en bibliotheken. Hij was lid van de Kempische schrijvers en van de vereniging van schrijvers voor de jeugd. Ook in het middelbaar onderwijs was hij een graag geziene gastverteller.
Hij debuteerde met spannende of humoristische kortverhalen in Zonneland van de uitgeverij Averbode. In het chiroblad Trouw schreef hij spannende vervolgverhalen die geïllustreerd werden door de befaamde Paul Geerts, later hoofdtekenaar van Suske en Wiske bij Studio Vandersteen.
Verhalen: 
- Avontuur in Schotland (1964)
- De dodende totem (Oerwoud Mato Grosso - Brazilië) (1965)
- Kahawa (opstand Simba's in Congo) (1965)
- De wouden branden (VS) (1966)
- De wagen langs de kant (chirogroep in Vlaanderen) (1966)
- El Dorado (Peruviaanse Andes / Inca's) (1966)
- Het Spookschip (1966-1967)
- Jeremie, bantoe apart (Zuid-Afrika) (1967)

Hij schreef verschillende Vlaamse Filmpjes:
- De verloren postzak
- Verraad op Cape Kennedy
- Dwars door de rode muur
- De razende witte dood (genomineerd voor de John Flandersprijs)

Hij was medewerker aan de serie Bengeltjes samen met Leopold Vermeiren, Cor Ria Leeman, Jo Briels, Michel De Blaes en zuster Van Aaland. Het waren verantwoorde leestechnische boekjes, bestemd voor het eerste en tweede leerjaar van de basisschool. 
Luc schreef: 
- Pom en Pam in de stad
- Domme Dik gaat naar school
- Lach je mee?
- Avontuur in de supermarkt

Van zijn hand zijn ook de kinderboekjes uitgegeven door uitgeverij Van In: 
- In de torentjesreeks: Jan, Els en Muizenpels
- In de reeks vergeet-mij-nietjes: Het aapje uit de zoo

Voor 12 tot 13-jarigen schreef hij het spannende avonturenverhaal met tekeningen door Stef van Stiphout: "De schat van de sponsduiker" (uitgeverij Van In, 1974).
- International Standard Name Identifier: 0000 0003 8919 0551
- Nederlandse Thesaurus van Auteursnamen: 070987564
- Virtual International Authority File: 282512875
- WorldCat: E39PBJgCRbcdGW6mgf76RXrKBP